# Miguel Ángel García Juez
Miguel Ángel García Juez   (Madrid, 10 d'abril de 1948 - Madrid, 19 de desembre de 2019) va ser un periodista espanyol.

## Biografia
Llicenciat en Ciències de la Informació per la Universitat Complutense de Madrid, els seus inicis professionals en el món del periodisme es remunten a 1977. Durant tres dècades ha desenvolupat la seva carrera en diferents mitjans de comunicació, encara que la seva trajectòria s'ha centrat especialment en la ràdio.
Es va iniciar en Ràdio Nacional d'Espanya. En l'emissora pública va arribar a ser director adjunt de l'informatiu España a las ocho, i dirigí l'espai de contingut econòmic Contante y sonante.
Posteriorment, en 1982, s'incorpora a l'acabada de crear Antena 3 Radio, on va dirigir l'espai Viva la tarde (que es va fer amb el lideratge de la seva franja horària en aconseguir els 580.000 oïdors, i els informatius Hora Cero, Crónica 3 i La España de las autonomías. A més va exercir, des de setembre de 1992, el càrrec de Cap dels Serveis Informatius i, finalment, a l'agost de 1993 va ser nomenat Adjunt a la Direcció General, fins a 1994 quan van finalitzar les emissions de la cadena.
Entre gener i abril de 1990, a més, va presentar en espai de debat La Tertulia, a Antena 3 Televisió. Set anys després, repetiria en el mitjà, posant-se al capdavant de l'equip de redactors del programa La sonrisa del pelícano, que dirigia Pepe Navarro.
Després de la seva sortida d'Antena 3, en 1994, s'incorpora a Radio Voz, amb els programes Viva la radio i El periscopio
Al setembre de 2002, després d'un temps apartat del mitjà torna a la ràdio, en aquest cas a Onda Cero, per a dirigir l'espai La Brújula del deporte, en substitució del programa de José María García.
En 2005 va ser nomenat Director de Comunicació de l'equip de vela Desafío Español 2007, partipant en la Copa Amèrica. També va dirigir la revista Subastas Siglo XXI i va ser gerent de la Fundació Pro Drets Humans Miguel Ángel Blanco.
Va estar guardonat amb dos Premis Ondas i dues Antena de Oro.